# Marianela (telenovela)
Marianela é uma telenovela mexicana, produzida pela Televisa e exibida em 1961 pelo Telesistema Mexicano.

## Elenco
- Magda Guzmán .... Marianela
- Narciso Busquets .... Pablo
- Sergio Jurado
- Aurora Molina
- Alicia Rodríguez
- Celia Manzano
- Eduardo Alcaraz